# Nicolas Schmerkin
Nicolas Schmerkin est un producteur français né en 1973 à Buenos Aires. Il vit en France depuis 1979 et lance en 1998 le magazine de cinéma Repérages, qui depuis 2003 édite en DVD des films courts et longs inédits. Il a réalisé plusieurs documentaires, ainsi que de nombreux portraits de cinéastes pour l'émission « Court-circuit » sur, la chaîne franco-allemande Arte, et participe régulièrement à la programmation de nombreux festivals (notamment Némo à Paris et au Sarajevo Film Festival).
Depuis 2004, il a produit avec sa société Autour de Minuit une trentaine de films courts hybrides qui ont récolté de nombreux prix dans les festivals internationaux, et développe actuellement plusieurs longs métrages comme Logorama.
Il réalise la série d'animation Non-Non, sous Blender.